# Srŏk Môndôl Seima
Srŏk Môndôl Seima är ett distrikt i Kambodja.   Det ligger i provinsen Koh Kong, i den sydvästra delen av landet, 210 km väster om huvudstaden Phnom Penh. Antalet invånare är 12 569.